# دانشگاه درو
دانشگاه درو (به انگلیسی: Drew University) یک دانشگاه و باغ گیاه‌شناسی در ایالات متحده آمریکا است که در نیو جرسی واقع شده‌است.

## نگارخانه

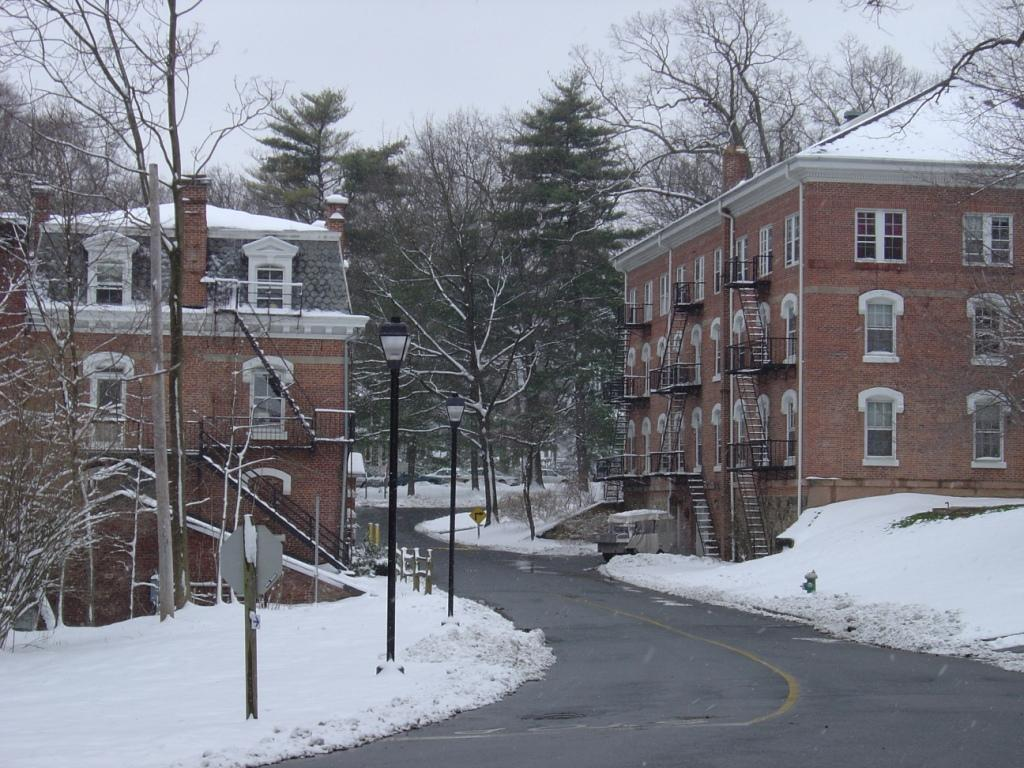